# والتر قالبرايث
والتر قالبرايث (بالإنجليزية: Walter Galbraith)‏ (26 مايو 1918 بغلاسكو في المملكة المتحدة - 1 يناير 1995) هو مدرب كرة قدم ولاعب كرة قدم بريطاني (وحمل سابقاً جنسية المملكة المتحدة لبريطانيا العظمى وأيرلندا) في مركز الدفاع. لعب مع غريمسبي تاون ونادي كلايد وNew Brighton A.F.C. ‏ وأكرينجتون ستانلي ‏.